# Gatineau
Gatineau je grad u kanadskoj pokrajini Québec, sjedište administrativne regije Outaouais, te četvrti grad u Québecu po broju stanovnika. Grad se nalazi nasuprot glavnog grada Kanade Ottawe, na sjevernoj obali rijeke Outaouais (Ottawa), istočno i zapadno od rijeke Gatineau. Zajedno s Ottawom čini aglomerizacijsko područje Ottawa-Gatineau (Regija nacionalne prijestolnice), što je četvrto po veličini takvo područje u Kanadi, nakon Toronta, Montréala i Vancouvera.

## Povijest
Kantoni Hull, Templetoni Buckingham, kao i sela Aylmer i Buckingham osnovani su 1855., u vrijeme prve općinske podjele Québeca. Središte današnjeg grada velikim je dijelom uništeno u požaru 1900. godine. Više kuća (tzv. kuće šibica) je izgorjelo u tadašnjem Hullu uključujući i most Chaudière. Širenju vatre su dobrim dijelom pridonijele i brojne tvornice šibica koje su se tada nalazile u gradu. Naselja današnjeg Gatineaua velikim dijelom su narasla zahvaljujući rastu važnosti i stanovništva susjedne Ottawe. 
Gatineau je osnovan 1939. godine, i prvobitno je zauzimao vrlo malo površinu u usporedbi s današnjim gradom. Gatineau status grada dobiva 1957., a 1975. okolni gradovi pripajaju se gradu Gatineauu, te Hull dobiva status grada. S ovim spajanjem općina 1975. Gatineau postaje najveći grad u regiji Outaouais, te četvrti po veličini grad u pokrajini nakon Montréala, Québeca i Lavala.
Dana 1. siječnja 2002., pet gradova (Aylmer, Buckingham, Gatineau, Hull i Masson-Angers) bivše Urbane zajednice Outaouais (Communauté Urbaine de l'Outaouais) spajaju se u današnji grad Gatineau. Od svih ovih gradova bivši je grad Gatineau bio najveći po površini i broju stanovnika.

## Zemljopis
Grad Gatineau nalazi se zapadu pokrajine Québec, nasuprot Ottawe. Zajedno s 15-ak susjednih općina Gatineau tvori kebečku stranu Regije nacionalne prijestolnice Kanade.
Gatineau karakterizira rijeka Outaouais, koja je glavna pritoka rijeke Saint-Laurent. Ona označava južnu granicu grada. Na jugozapadu na svom proširenju tvori jezero Deschênes. Kroz grad prolazi više rijeka, kao što su Gatineau, Lièvre i Blanche. Kroz teritorij grada prolazi i desetak potoka, a potok Brasserie tvori jedna mali otok u središtu grada.
U gradu postoji više jezera, od kojih su najznačajnija Leamy, Beauchamp, Fées, Carrière i Pink. Jezero Pink je jedno od rijetkih meromiktičkih jezera u Sjevernoj Americi.

### Urbana sela
Strategija razvoja grada orijentirana je prema stvaranju urbanih sela. Cilj je stvoriti od Gatineaua zajednicu urbanih sela koja bi bila povezana efikasnim sustavom prijevoza i višestrukim drugim komunikacijskim kanalima.
Šesnaest urbanih sela Gatineaua su:
1. Vallée-de-la-Lièvre, (Buckingham)
2. Bassin-de-la-Lièvre, (Masson-Angers)
3. Rivière-Blanche
4. Du Moulin
5. La Cité
6. Rivière-Gatineau
7. Les Rapides
8. Centre-Ville
9. Lac-des-Fées
10. Mont-Bleu
11. Hautes-Plaines
12. Du Parc
13. Le Plateau
14. Les Golfs
15. Lac-Deschênes
16. Des Explorateurs

## Politika
Vjerojatno zbog blizine nacionalne prijestolnice, među stanovništvom Gatineaua postoji velika podrška federalnom uređenju države, što nije općenito slučaj u velikom dijelu Québeca. Na referendumu o nezavisnosti Québeca 1995., 70,71% građana Gatineaua glasovalo je protiv nezavisnosti. Grad od 1981., ima reputaciju liberalne utvrde, jer je Liberalna stranka Québeca dugo godina bila vodeća u ovom gradu.

### Upravna podjela
Grad je upravno podijeljen na 18 četvrti ili okruga. Svaka od tih četvrti ima svoga predstavnika u gradskom vijeću. Četvrti grada su:
| - 1-Aylmer: Stefan Psenak - 2-Lucerne: André Laframboise - 3-Deschênes: Alain Riel - 4-Plateau-Manoir-des-Trembles: Maxime Tremblay - 5-Wright-Parc-de-la-Montagne: Patrice Martin - 6-Orée-du-Parc: Mireille Apollon - 7-St-Raymond-Vanier: Pierre Philion - 8-Hull-Val-Tétreau: Denise Laferrière - 9-Limbour: Nicole Champagne | - 10-Touraine: Denis Tassé - 11-Promenades: Luc Angers - 12-Carrefour-de-l'Hôpital: Patsy Bouthillette - 13-Versant: Joseph De Sylva - 14-Bellevue: Sylvie Goneau - 15-Lac-Beauchamp: Stéphane Lauzon - 16-Rivière-Blanche: Yvon Boucher - 17-Masson-Angers: Luc Montreuil - 18-Buckingham: Maxime Pedneaud-Jobin |

## Stanovništvo
Prema popisu iz 2006., u Gatineauu živi 242.124 stanovnika. Porast stanovništva od 6,8% zabilježen je od zadnjeg popisa. Na površini od 342 km² postoji 104.607 domaćinstva. Većina stanovništva ovog novog grada živi u urbanim sredinama Aylmer, Hull te bivšeg grada Gatineaua. Buckingham i Masson-Angers su više ruralne sredine. 

### Jezici
Kao i u ostatku Québeca, stanovništvo Gatineaua je većinom frankofono. Francuski je materinski jezik za oko 87,6% građana ovog grada. Blizina Ottawe, a time i većinom anglofonog Ontarija utjecala je na stvaranje značajne anglofone manjine u gradu. Engleski je materinski jezik za oko 10,1% građana Gatineaua. Treći po značajnosti jezik je portugalski, a slijede ga arapski, španjolski, njemački, talijanski, kineski i drugi jezici.

### Religija
Većinsko stanovništvo grada su rimokatolici, dok protestanti čini oko 5% građana Gatineaua (1,3% anglikanci, 1,3% unionisti, 0,7% baptisti, 0,3% luterani, 0,2% pentekostalci, 0,2% prezbiterijanci). Oko 1% stanovništva čine muslimani, 0,5% Jehovini svjedoci 0,3% budisti i 0,2% pravoslavci. Udio stanovništva bez religije je oko 7%.

## Gospodarstvo
Kao glavni grad regije Outaouais, te zbog blizine nacionalne prijestolnice u gradu se nalaze brojni uredi federalne i pokrajinske vlasti. Zbog savezne politike o distribuciji saveznih upravnih poslova na obje strane rijeke Outaouais, u središtu Gatineaua izgrađeni su veliki neboderi za javne službenike, od kojih su najveći Place du Portage i Terrasses de la Chaudière. Neke od kanadskih agencija i ministarstava koje se nalaze u ovom gradu su Kanadska međunarodna agencija za razvoj, Javni radovi i javne službe, te Ured za prometnu sigurnost Kanade.

### Turizam
Najvažnije turističke atrakcije u gradu su Kanadski muzej civilizacija koji je najposjećeniji muzej u Kanadi, te Casino du Lac Leamy. U kolovozu se u kasinu održava međunarodno natjecanje u vatrometu. U rujnu se u gradu održava festival balona na vrući zrak.
U gradu postoji mnogo zelenih površina. Na prostoru grada nalazi se Park Gatineau, koji je najposjećeniji park u Québecu.

## Vanjske poveznice
- (fr.) Službena stranica grada
- (fr.) Stranica turističke regije Outaouais